# Kaapstander

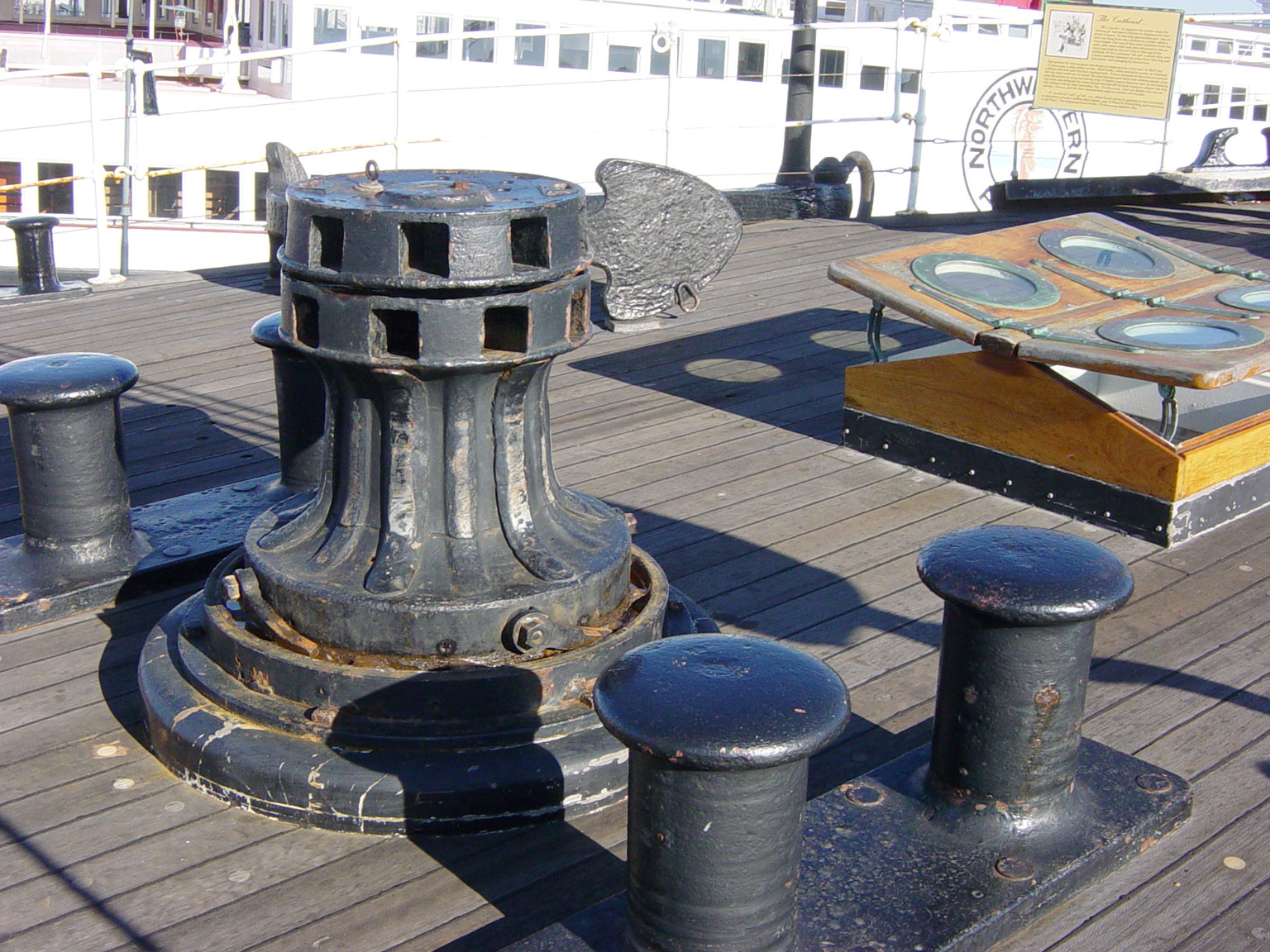
Een kaapstander op een zeilschip

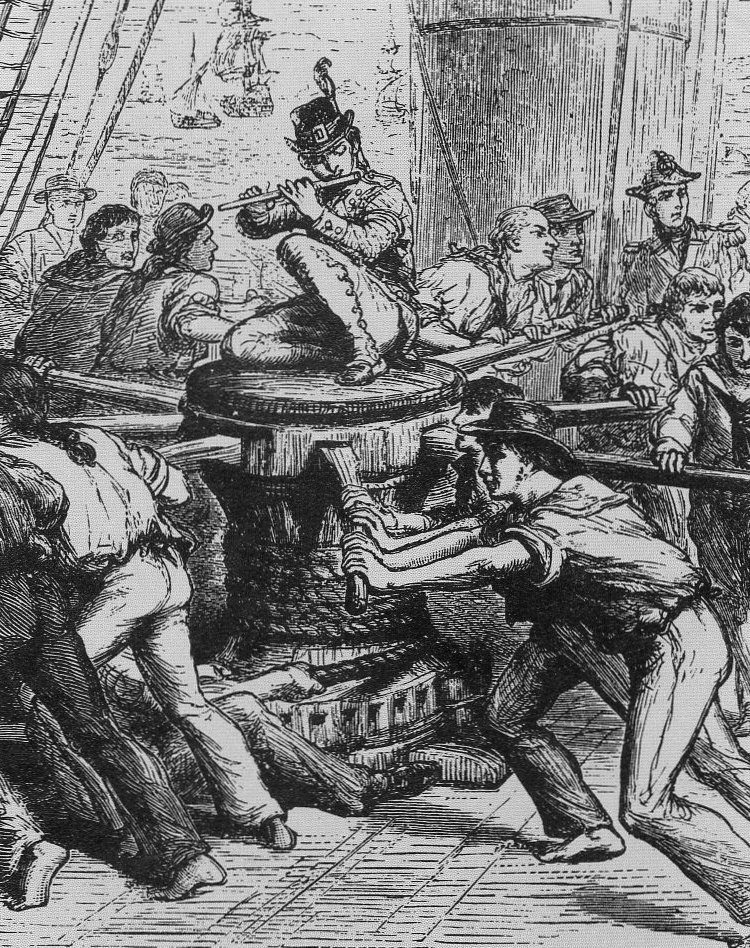
Zeelui duwend aan de spaken van een kaapstander waarop een fluitspeler een deuntje speelt

De kaapstander, ook wel windas, is een verticale lier die gebruikt wordt om meertrossen te hieuwen. Moderne kaapstanders worden elektrisch, hydraulisch of pneumatisch aangedreven.
De meeste kaapstanders op zeilschepen werden bediend door 16 à 24 man, die aan 8 of 12 bomen in de kaapstander hun rondjes draaiden, totdat het anker boven was of het schip uit de geul getrokken en werden altijd gebruikt in combinatie met een knecht, een verticale balk waarin schijven zaten. De kaapstander werd ook op het land gebruikt om zware voorwerpen mee op te hijsen, bijvoorbeeld bij het opbouwen van een windmolen.

## Galerij

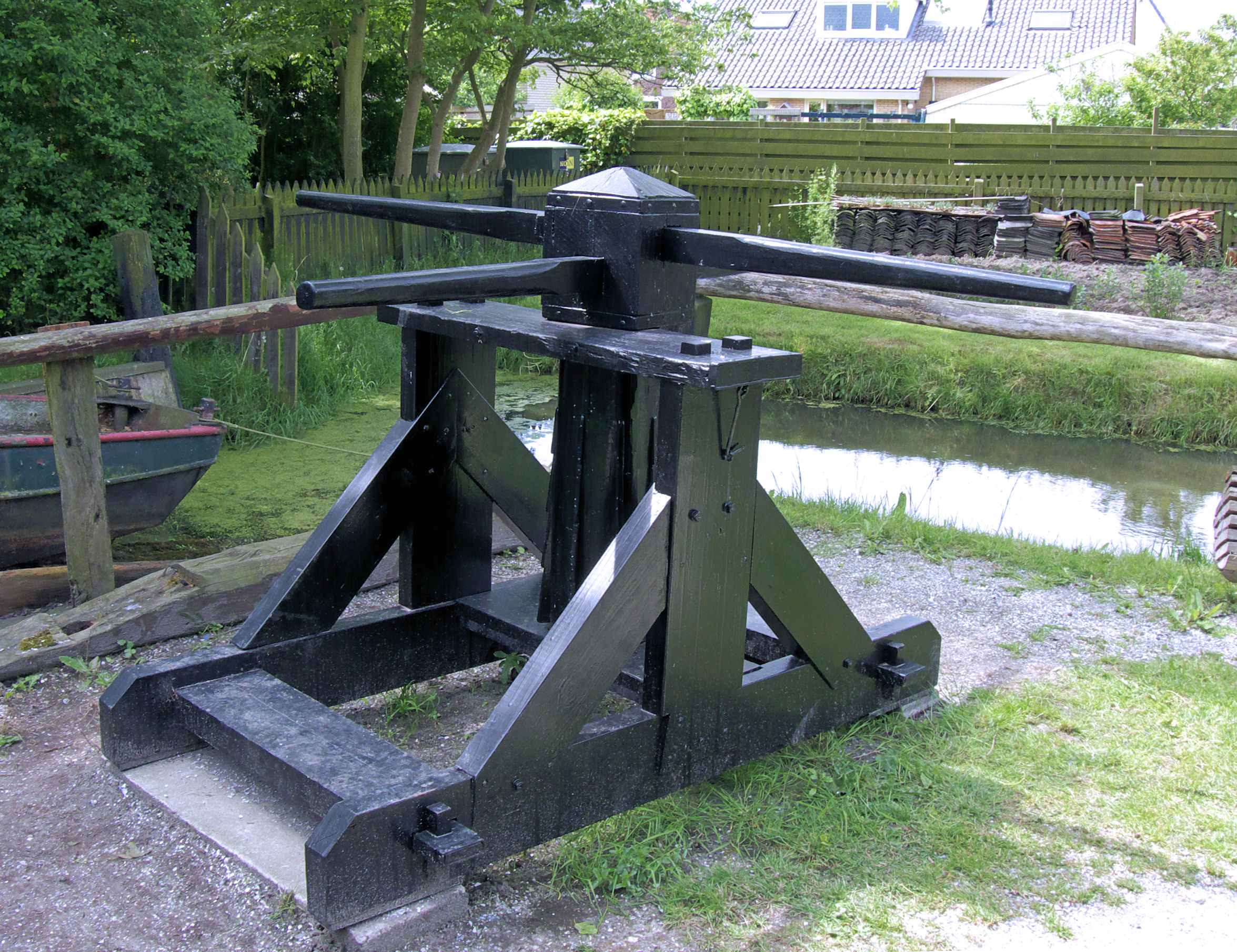
Kaapstander in het Maritiem- en Juttersmuseum, Texel
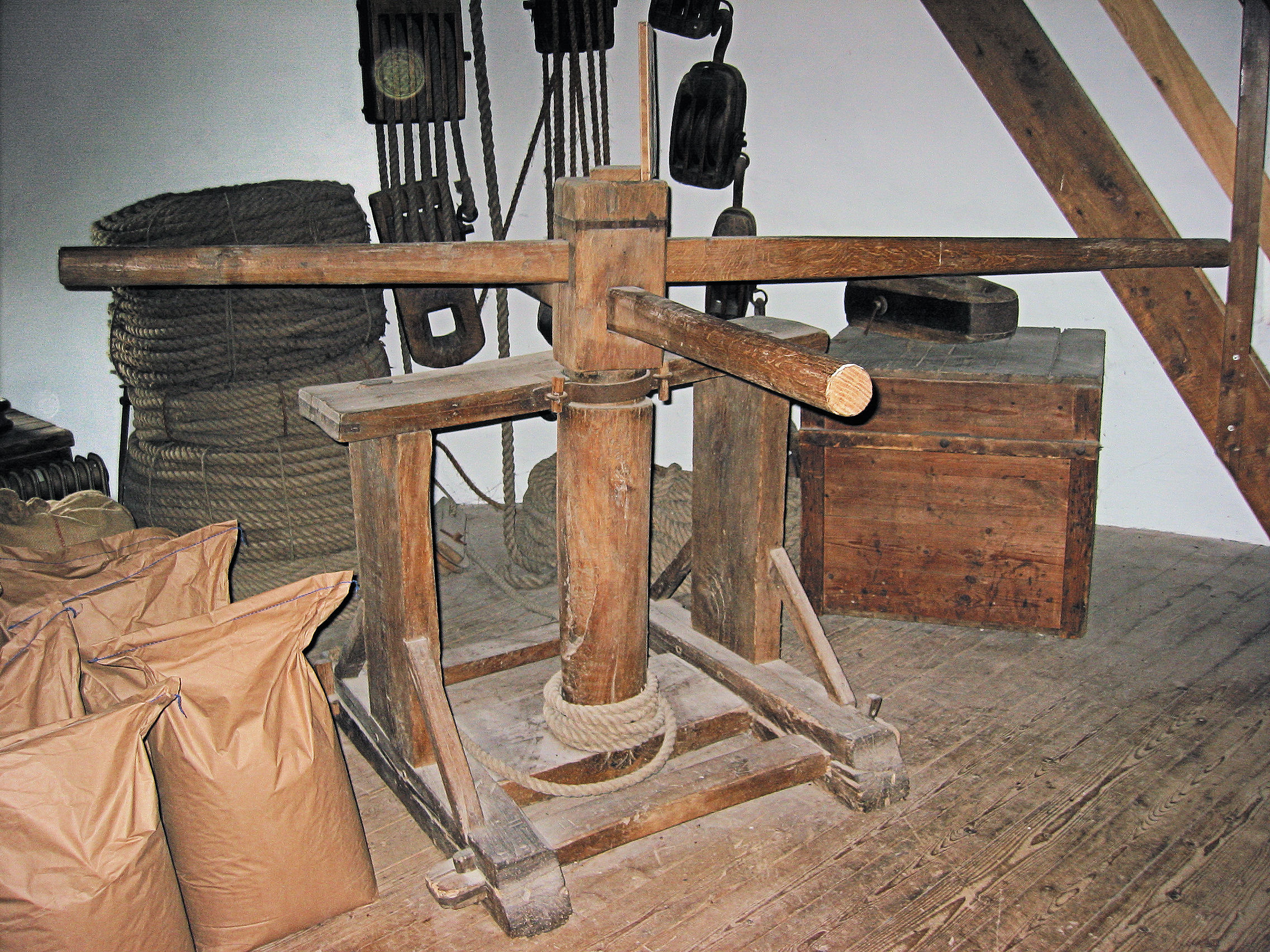
Een kaapstander in gebruik geweest bij de opbouw van een windmolen